# Zásadská lípa
Zásadská lípa je památný strom lípa malolistá (Tilia cordata) v Zásadě u Kadaně, místní části města Kadaň v okrese Chomutov v Ústeckém kraji. Roste v Doupovských horách v nadmořské výšce 313 m nad levým břehem Donínského potoka uprostřed vesnice na p.č. 49/1, proti kapli Panny Marie.

## Základní údaje
Obvod kmene měří 422 cm, koruna stromu dosahuje do výšky 19 metrů (měření 2009). V roce 2009 bylo stáří stromu odhadováno na 300 let.
Lípa je chráněna od roku 1997 jako ochrana genofondu a strom významný stářím.

## Stromy v okolí
- Sládečkův dub
- Meziříčská lípa
- Jírovec v Miřeticích